# 钦政县
钦政县，中国古县名。
唐朝武德五年（622年）置，治所在今广西壮族自治区蒙山县境。属蒙州。贞观十二年（638年）废。